# كورتيس كالان
كورتيس كالان (بالإنجليزية: Curtis Callan)‏ (و. 1942 – م) هو فيزيائي، وأستاذ جامعي من الولايات المتحدة الأمريكية . ولد في نورث آدمز . تولى منصب رئيس، الجمعية الفيزيائية الأمريكية .
وهو عضواً في الأكاديمية الوطنية للعلوم، والأكاديمية الأمريكية للفنون والعلوم .

## التعليم
تعلم في جامعة برنستون، وHaverford College

## مناصب وهيئات
أدار جامعة برنستون.

## جوائز
حصل على جوائز منها:
- Dirac Prize (ICTP) (2004)
- Dirac Prize (2004)
- جائزة ساكوراي (2000).